# Condado de Franklin (Arkansas)
O Condado de Franklin é um dos 75 condados do estado americano do Arkansas. Possui duas sedes de condado, Ozark (distrito setentrional) e Charleston (distrito oriental). Sua população é de 17 771 habitantes.